# Белтейн
Белтейн (на ирландски: Beáltaine; на шотландски келтски: Bealtainn, от староирландски: Beltene – „ярък огън“) е традиционен празник, отбелязван от келтските общности в Шотландия, Ирландия и Остров Ман, обичайно на 1 май или между пролетното равноденствие и лятното слънцестоене. Той е един от четирите галски сезонни фестивала, заедно със Самайн, Имболк и Лугнасад и е подобен на уелския Калан Май.
Подобен празник се отбелязва и от някои клонове на съвременния неопаганизъм.

## Традиционният Белтейн
Традиционно Белтейн се празнува в средата на периода между пролетното равноденствие и лятното слънцестоене. Точната дата е 5 май, но в по-ново време празникът се отбелязва около 1 май.
Ранни келтски източници от 10 век описват как друидите палят клади на върха на някое възвишение и прекарват добитъка през огъня, за да го пречистят и за късмет. Хората също преминават между кладите. Традицията е запазена и след християнизацията, като кладите вече се палят от светски лица, а не от друиди. Празникът продължава да съществува до 50-те години на 20 век, като на отделни места се отбелязва и днес. От 1988 празник с огньове по повод на Белтейн се провежда в нощта срещу 1 май в град Единбург.
Белтейн е характерен за келтските народи в Шотландия и Ирландия. Той не съществува в Уелс и Бретан, както и при древните гали, въпреки че много други народи имат пролетни празници с различни наименования.

## Неопаганисткият Белтейн
При неопаганизма името Белтейн се използва за един от осемте слънчеви празника. Въпреки че празникът има някои сходства с келтския Белтейн (например кладите), той е по-близък до германския Майски ден, както по своята символика, концентрирана върху плодородието, така и по ритуалите.